# Иновроцлавско войводство
Иновроцлавското войводство (на полски: Województwo inowrocławskie, на латински: Palatinatus Iunivladislaviensis) е административно-териториална единица в състава на Полското кралство и Жечпосполита. Административен център е град Иновроцлав.
Войводството е създадено преди 1413 година и първоначално носи името Гневковско. Обхваща територии от историко-географската област Куявия. През 1466 година към него е присъединена Добжинската земя. Административно е разделено на пет повята – Иновроцлавски, Бидгошчки, Добжински, Липновски и Рипински. В Сейма на Жечпосполита е представено от петима сенатори и петима депутати.
При първата подялба на Жечпосполита (1772) територията на войводството е анексирана от Кралство Прусия.